# Arlucea
Arlucea (en euskera y oficialmente Arluzea) es un concejo del municipio de Bernedo, en la provincia de Álava.

## Toponimia
Su nombre que significa en euskera la roca larga se debe probablemente al peñasco bajo cuyo abrigo se encuentra la población.

## Geografía
Arlucea se encuentra en la zona central de la provincia de Álava. El concejo tiene una extensión de 47,62 km². Comparte con el vecino concejo de Marquínez el valle del río Ayuda. Se llega al concejo a través de carreteras locales y tras atravesar el Condado de Treviño. Está a 32 km de distancia de la ciudad de Vitoria. Tiene también malas conexiones con Bernedo, que queda a 24 km por carretera (15 km a través de pistas).
Parte de su término está incluido en el parque natural de Izki.
En su término se encuentra el monte Kapildui (1175 metros), donde se ubica un radar meteorológico para la detección de tormentas.

## Historia
A pesar de que actualmente es una modesta y aislada población, fue, por su estratégica ubicación, una importante villa con una fortaleza medieval, tenencia del reino de Navarra entre 1181 y 1200, fecha en la que pasó a Castilla.
Aparece descrito como ayuntamiento en el segundo volumen del Diccionario geográfico-estadístico-histórico de España y sus posesiones de Ultramar de Pascual Madoz de la siguiente manera:

ARLUCEA: ayunt. en la prov. de Alava (4 ½ leg. á Vitoria), dióc. de Calahorra (14), aud. terr. de Búrgos (23), c. g. de las prov. Vascongadas y part. jud. de Salvatierra (7): sit. al SE. de la cap. de prov. al S. de la del part.: su clima es frio, pero sano: se compone de las v. de Arlucea (cap.), Berroci, Izarza, Oquina y Urarte, que reunen unas 100 Casas: la tiene para celebrar sus sesiones, cárcel y escuela servida por el sacristan y concurrida por ambos sexos. El térm. municipal confina por N. con los de El-Burgo y Alegria, por E. con los de Arraya y Apellaniz, al S. con el de Marquinez, y por O. con el condado de Treviño; las fuentes y vertientes de sus montes forman varios arroyuelos que contribuyen á dar origen al r. Ega. El terreno en lo general árido, lo hace productivo la asidua laboriosidad de sus cultivadores: los caminos son malos, y el correo se recibe por Alegria: prod.: cereales, cria ganado, con especialidad lanar, y hay caza y alguna pesca: pobl. segun los datos oficiales 57 vec., 276 alm.: riqueza y contr.: (V. Alava intendencia). El presupuesto municipal asciende á 6,500 rs. y se cubre en su mayor parte por reparto vecinal.
(Madoz, 1845a, p. 569)

A continuación, se hace una reseña de la villa:

ARLUCEA ó ASLUCEA: v. cap. de ayunt. en la prov. de Alava (4 ½ leg. á Vitoria), dióc. de Calahorra (14), y part. jud. de Salvatierra (7), de la vicaria de Campezo y herm. de Arraya y la Minoria: sit. en un barranco cercado de elevados peñascales que dejan entrada por la parte E.: el clima frio, con especialidad cuando domina el cierzo: tiene 36 casas, la del ayunt. se halla en la mejor sit., y en ella está la cárcel; á la escuela, cuyo maestro es el sacristan, concurren 10 niños y 12 niñas, cuyos padres sostienen parte de la dotacioin. La igl. parr. (San Martin), que en la estadística ecl. se titula La Cruz, está servida por 3 beneficiados perpétuos, y uno de ellos encargado de la cura de alm.: hay 1 ermita dedicada á Sta. Teodosia en una peña próxima á la pobl. El térm. cofina por N. á 1 ½ leg. con Berroci, Izarza y Oquina, por E. á 1 ¼ con Apellaiz, al S. á ½ con Urturiz, Quintana y San Roman, y por O. á ⅔ con Marquinez; por esta parte se halla 1 buena fuente. El terreno es quebrado, arenisco y de muy mediana calidad, pero en los elevados montes de Izquiz hay mucho y buen arbolado; cruzan, y en parte fertilizan á este terreno arroyuelos que nacen de las vertientes de la sierra y unidos al riach. que baja de Berroci van á buscar el de Azaceta y dan principio al r. Ega: los caminos son malos; y el correo se recibe por Alegria: prod.: trigo, centeno, cebada, avena, legumbres y patatas: cria de toda clase de ganado, y con preferencia el lanar, cuyas carnes son muy apreciadas: hay caza de jabalies, lobos, liebres, perdices y palomas: se pescan truchas pequeñas, pero muy buenas: ind.: la agrícola, el carboneo y palos de sillas: pobl. 31 vec., 132 alm.: riqueza y contr.: (V. Alava intendencia).
(Madoz, 1845b, p. 569)

Fue un municipio independiente hasta 1963, cuando se unió con el vecino municipio de Marquínez para dar lugar al municipio de Arlucea-Marquínez, que a su vez quedaría posteriormente integrado en el municipio de Bernedo.
En 2022, tenía empadronados 37 habitantes.

## Demografía
| Gráfica de evolución demográfica de Arlucea entre 1842 y 1960 |
| |
| Población de derecho según los censos de población del INE Población de hecho según los censos de población del INEEntre el censo de 1970 y el anterior, este municipio desaparece porque se agrupa en el municipio 01005 (Arlucea Marquínez) |

| Gráfica de evolución demográfica de Arlucea entre 2000 y 2017 |
|                                                               |
| Población de derecho según los censos de población del INE.   |

## Cultura

### Patrimonio material

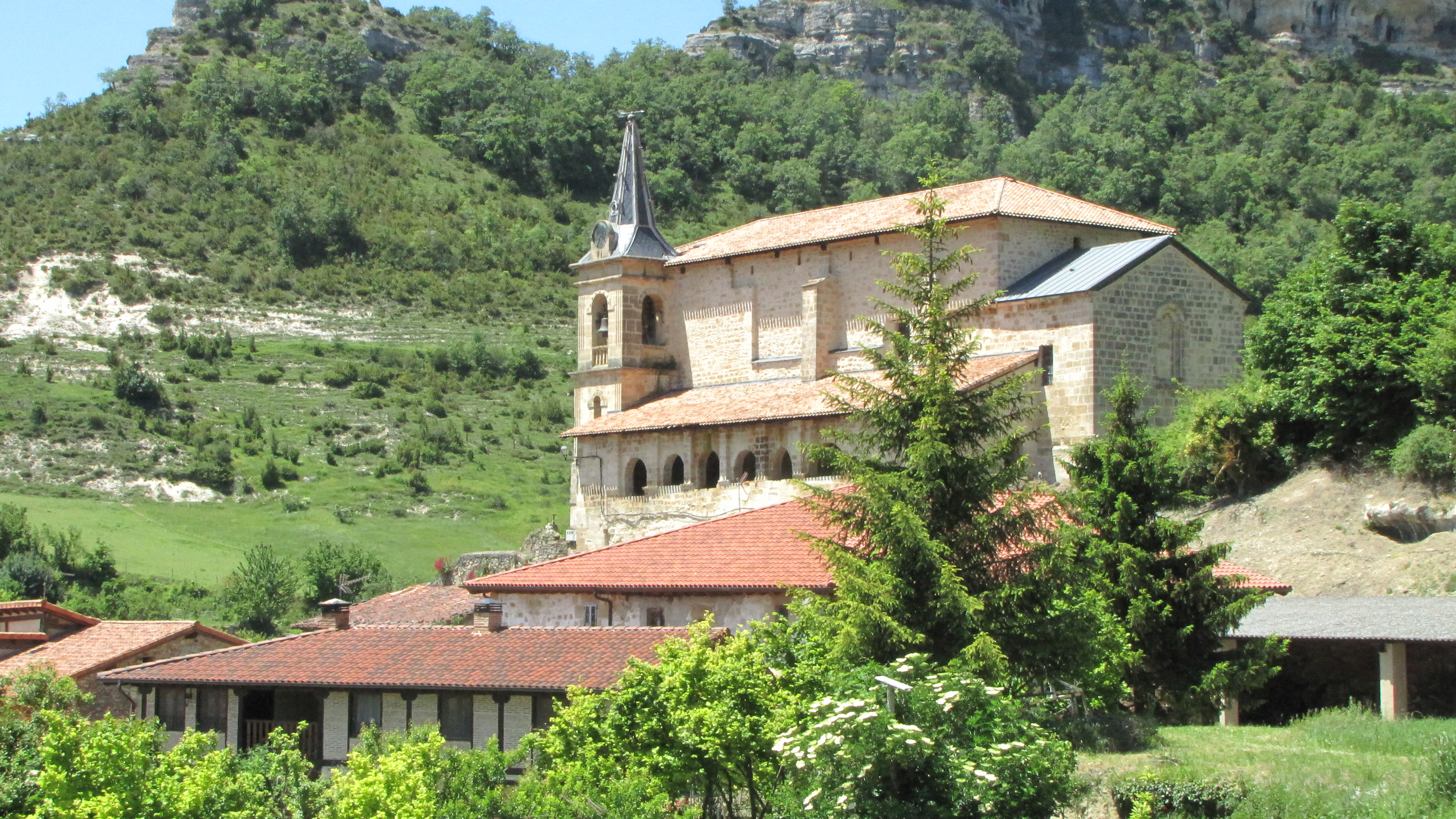
Vista de la iglesia de San Martín

En el conjunto urbano del concejo quedan restos del trazado medieval. 
- Iglesia de San Martín (Arlucea)[1] de estilo románico, combina elementos de distintas épocas, desde el románico tardío del siglo XIII hasta los estilos gótico, renacentista y barroco, predominando el románico-gótico. De planta rectangular, presenta una nave de tres tramos con bóvedas estrelladas del siglo XVIy un ábside ochavado, asentado sobre restos del antiguo templo románico. Destacan su pórtico románico con ocho arcos de medio punto, canecillos con figuras monstruosas y dos portadas, una primitiva con decoración vegetal y otra actual con arquivoltas baquetonadas. Su riqueza estructural y decorativa la convierte en un ejemplo destacado de la arquitectura rural de la Montaña Alavesa.[9]

## Equipamiento
En Arlucea hay centro social y una asociación cultural llamada Eskubila. También hay una bolera.

## Fiestas
Sus fiestas se celebran el 24 de junio por San Juan. Es una de las localidades de la Montaña Alavesa en la que se ha celebrado alternativamente el Día del Caballo, una feria que trata de potenciar la raza autóctona del Caballo de Monte y que suele recibir hasta 5000 visitantes.